# 大众2型

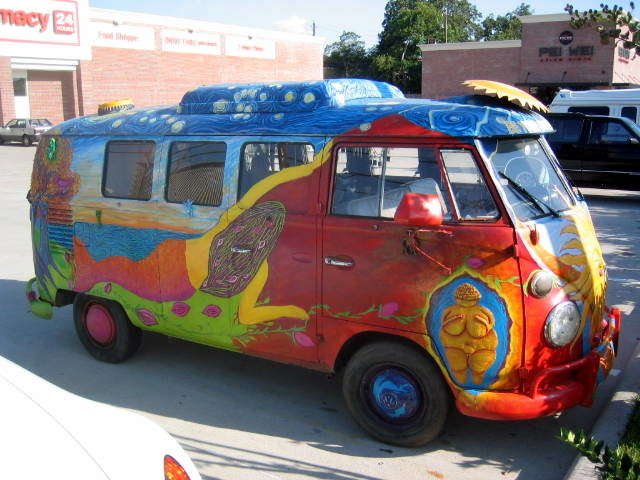
彩绘巴士

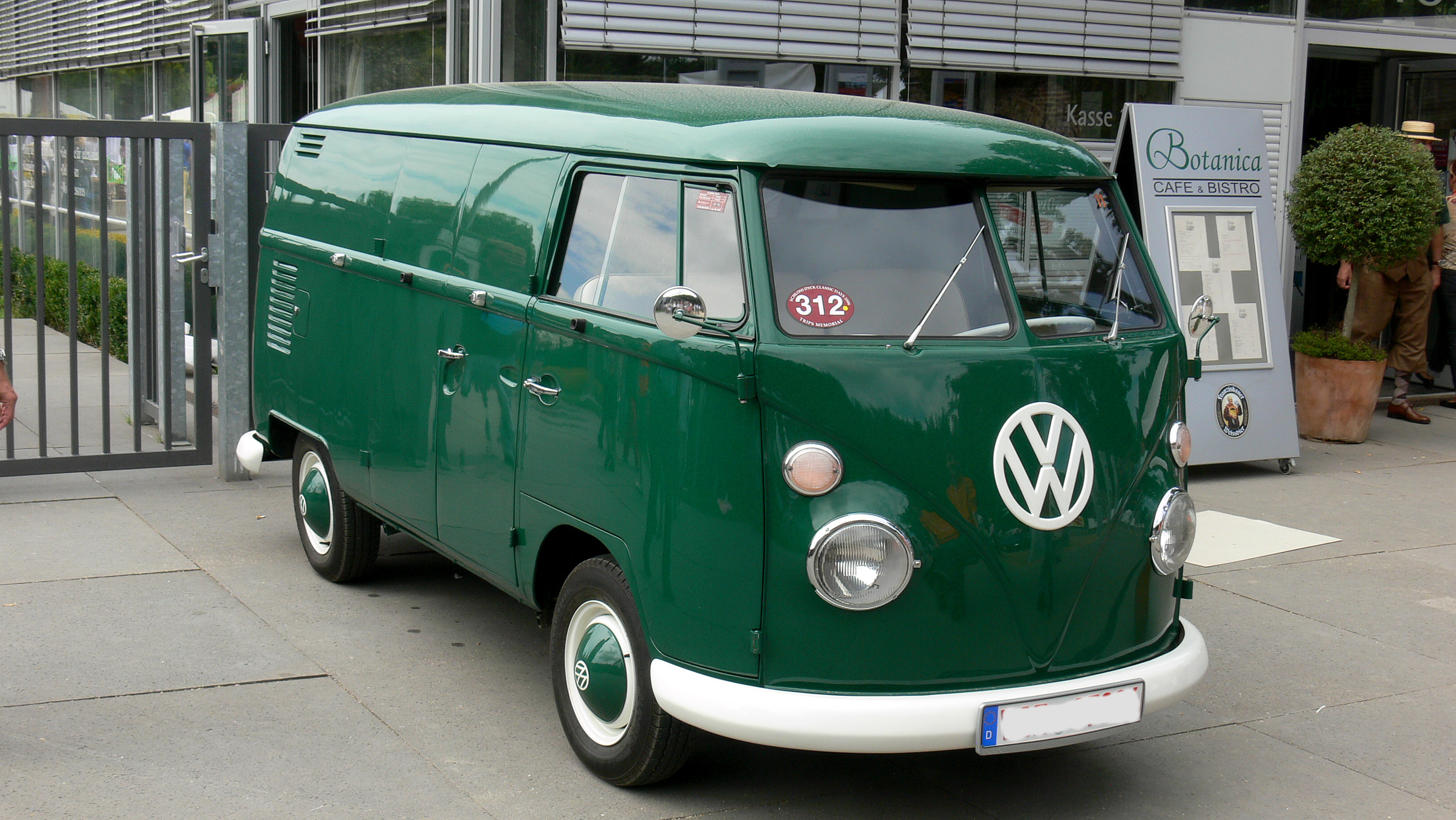
厢式货车

大众2型（德語：VW T1）是德国大众汽车于1950年推出的一款廂型車，也是其第二款汽车。
作为现代厢式货车和客车的先驱之一，2型车引发了1960年代美国竞争者的效仿，其中包括福特E系列、道奇A100和雪佛兰绿蔷薇，而后者还采用了2型车的发动机后置构造（後置後驅）。而欧洲竞争者的车型则包括雷诺信使和福特全顺。
与福斯金龜車一样，2型车在全球拥有众多的昵称，包括“microbus”和“minibus”。在1960年代反文化运动中颇受欢迎，2型车还被称作“嬉皮士车” 。在台灣，有些其他廠牌的廂型車會被改裝成類似2型车的外觀，暱稱為「胖卡」。
最后生产2型车的工厂在巴西。由于国家越来越严格的安全标准，2型车于2013年12月31日停止生产。这也标志着大众后置发动机汽车时代的结束。